# خنجرماریان
خنجرماریان یا مارهای خنجری (نام علمی: Atractaspidinae) نام یک زیرخانواده از تیره خانگی‌ماران است.